# Potencjał techniczny energii
Potencjał techniczny energii – ilość energii, jaką w ciągu roku można pozyskać z zasobów (regionalnych, krajowych, międzynarodowych) za pomocą najlepszych i najnowocześniejszych technologii przetwarzania energii ze źródeł odnawialnych w jej końcowe nośniki, z uwzględnieniem ograniczeń przestrzennych i środowiskowych.
Potencjał techniczny w wypadku technologii OZE ma silne uwarunkowania ekonomiczne, zależne od przyjętych założeń, szczególnie w zakresie technologii wiatrowych, geotermii czy energii słonecznej. Ograniczenie zasobowe dotyczy w większym stopniu technologii biomasowych (areał upraw), co powoduje, że potencjał techniczny ma tu bardziej klarowną interpretację fizyczną.

## Metodyka szacowania potencjału zasobów energii słonecznej (na przykładzie woj. śląskiego)
Chcąc oszacować potencjał techniczny wykorzystania energii słonecznej należy założyć zastosowanie odbiornika o konkretnym kącie nachylenia powierzchni. Do obliczeń należy przyjąć średnioroczny kąt padania promieni słonecznych oraz kąt nachylenia płaszczyzny odbiornika jako wartość mieszczącą się w przedziale wartości optymalnych. Po otrzymaniu rozkładu, na mapie przedstawiono rozkład wartości sum energii odpowiednio cieplnej dla danego kolektora cieplnego o przyjętej średniorocznej sprawności konwersji energii słonecznej na energię cieplną oraz sprawność  konwersji energii słonecznej na energię elektryczną dla modułu fotowoltaicznego o danej sprawności. 